# Madrid (journal)
 (avril 2024).
Si vous disposez d'ouvrages ou d'articles de référence ou si vous connaissez des sites web de qualité traitant du thème abordé ici, merci de compléter l'article en donnant les références utiles à sa vérifiabilité et en les liant à la section « Notes et références ».
Pour les articles homonymes, voir Madrid (homonymie).
Madrid est un journal madrilène publié entre 1939 et 1971.

## Histoire
Madrid fut fondé par Juan Pujol Martínez, ancien député de la CEDA qui avait également lancé le journal du soir et d'orientation politique conservatrice Informaciones (propriété de Juan March) durant le franquisme. Il obtint ainsi l'une des rares autorisations de lancement de titre de presse concédées dans la période ayant suivi la guerre civile espagnole.
La publication du journal commença le 8 avril 1939, dans les anciens locaux du Heraldo de Madrid et de El Liberal (dont ils furent exclus par les autorités franquistes), loués à Pujol en remerciement de son soutien au soulèvement nationaliste. À ses débuts il s'agit d'un journal modeste, sans grandes aspirations et qui atteignit à la fin des années 1950 un tirage de 60 000 exemplaires. Il connut une rapide expansion et s'installa au 92 de la rue du General Pardiños dans un nouveau et imposant bâtiment de style barroque.
En 1962, la société Fomento de Actividades Culturales, Económicas y Sociales (FACES), regroupant différents courants proches du régime franquiste, en fit l'acquisition. En 1966, Rafael Calvo Serer, personnalité importante de l'Opus Dei et partisan de Jean de Bourbon, prit le contrôle du groupe éditorial et nomma Antonio Fontán directeur de Madrid. C'est alors qu'une nouvelle équipe journalistes, parmi lesquels figuraient Miguel Ángel Aguilar, José Oneto, José Vicente de Juan et Alberto Míguez, commença à travailler pour le journal et contribua à une augmentation significative de la qualité de ses publications. Il devint alors un référent des courants favorables à l'ouverture du régime, défenseur des libertés et droits individuels. Il fut le journal le plus remarquable de la presse dite « indépendante », avec Nuevo Diario et El Alcázar, se caractérisant par l’expression d'idées propres et fréquemment très critiques à l'égard du régime.
Cette nouvelle ligne éditoriale entraîna d'importantes tensions avec le gouvernement. En raison d'un article de Calvo Serer publié en 1968, qui de façon indirecte et en recourant à une subtile comparaison avec Charles de Gaulle demandait au général Franco de quitter le pouvoir, entraîna une interdiction de publication du journal de deux mois.
Plus tard, le 25 novembre 1971, en raison de supposées irrégularités dans le financement du groupe éditorial, le journal fut de nouveau interdit. Après plusieurs batailles judiciaires, la direction se vit contrainte à vendre le patrimoine du journal, dont son siège, pour faire face aux dettes accumulées.
La Fondation Diario de Madrid octroie chaque année un prix de journalisme Diario Madrid (auparavant prix Calvo Serer) en hommage au journal.